# Dear (中島美嘉の曲)
「Dear」（ディアー）は、中島美嘉の33枚目のシングル。

## 概要
- 耳管開放症による活動休止からの復帰作となる、2011年第1弾シングル。
- 着うた月間1位を獲得。

## 収録曲
1. Dear
作詞・作曲・編曲：杉山勝彦、ストリングスアレンジ：有木竜郎
  - 松竹配給映画「八日目の蟬」主題歌。
2. A MIRACLE FOR YOU <2011>
作詞：中島美嘉 作曲：岡野泰也 編曲：河野伸
  - CASIO「SHEEN」CMソング（本人出演）。1枚目のオリジナルアルバム『TRUE』収録曲のニューバージョン。
3. Dear (Instrumental)
4. A MIRACLE FOR YOU <2011> (Instrumental)

## 収録アルバム
- REAL (#1)
- TEARS (#1)
- 〜Healing Collection〜 RELAXIN' (#2)